# Przemysław Minta
Przemysław Minta – polski ortopeda, chirurg, dr hab., profesor nadzwyczajny Ośrodka Dydaktycznego i Naukowego w Lądku Zdroju, oraz Instytutu Fizjoterapii Wyższej Szkoły Fizjoterapii we Wrocławiu.

## Życiorys
Obronił pracę doktorską, następnie uzyskał stopień doktora habilitowanego. Otrzymał nominację profesorską. Pracował na stanowisku profesora na Wydziale Przyrodniczym w Karkonoskiej Państwowej Szkole Wyższej w Jeleniej Górze, w Katedrze Fizjoterapii Stosowanej Wyższej Szkole Fizjoterapii z siedzibą we Wrocławiu, w Katedrze Fizjoterapii w Dysfunkcjach Narządu Ruchu na Wydziale Fizjoterapii Akademii Wychowania Fizycznego we Wrocławiu.
Objął funkcję profesora nadzwyczajnego Ośrodka Dydaktycznego i Naukowego w Lądku Zdroju, oraz Instytutu Fizjoterapii Wyższej Szkoły Fizjoterapii we Wrocławiu.
Był kierownikiem w Ośrodku Dydaktycznego i Naukowego w Lądku Zdroju Wyższej Szkoły Fizjoterapii we Wrocławiu.